# Rui Cristina
Rui Celestino dos Santos Cristina (19 de maio de 1979) é um engenheiro civil, deputado e político português. Atualmente, desempenha as funções de deputado à Assembleia da República. A 26 de janeiro de 2024, foi anunciada pelo presidente do CHEGA, André Ventura, que seria cabeça de lista pelo circulo eleitoral de Évora nas eleições legislativas de 2024.
Em janeiro de 2024, desfiliou-se do PSD e terminou a XV legislatura como deputado não inscrito. Numa das suas primeiras intervenções como candidato pelo CHEGA, afirmou: "Temos de preservar a nossa cultura, a nossa identidade. As touradas não são apenas um mero espetáculo; são um elo de ligação e união entre várias gerações, que mantém viva a nossa cultura."
A 10 de março de 2024, foi eleito deputado à Assembleia da República pelo CHEGA, pelo círculo eleitoral de Évora.